# بلانش نامور
```
بلانچ از نامور
 (سوئدی و نروژی: 
بلانکا
؛ ۱۳۳۶–۱۳۶۳) به عنوان همسر پادشاه 
ماگنوس چهارم سوئد
 ملکه نروژ و سوئد بود.
```

## زندگی
بلانج دختر ارشد جان اول، مارکسی از نامور و ماری آرتویز بود. از طرف پدر، او عضو خانه قدرتمند دامپیر بود و از طرف مادر، بلانچ مربوط به خانه سلطنتی فرانسه بود، زیرا مادرش دختر فیلیپ آرتوا، نوه پاتریل لویی هشتم فرانسه بود.

## ازدواج
مشخص نیست که چرا بین شاه سوئد و نروژ و یکی از اعضای مجلس نامور ازدواج صورت گرفته‌است. در ژوئن سال ۱۳۳۴ پادشاه مگنوس از نروژ به نامور سفر کرد تا پیشنهاد این ازدواج را دهد. بلانچ در پاییز سال ۱۳۳۵ نامور را ترک کرد و عروسی در اکتبر یا اوایل آبان ۱۳۳۵، احتمالاً در قلعه بوهوس برگزار شد. به عنوان یک هدیه عروسی بلانش استان تنسبرگ در نروژ و لودوسه در سوئد را دریافت کرد.